# 莫彩曦
莫彩曦（英語：Hailey Jane Richards，1996年11月29日—），住在台灣的美國YouTuber、網路紅人 ，身高179公分。與丈夫李曉龍（英語：Adam Poole Richards）一同經營YouTube頻道。

## 經歷
莫彩曦是耶穌基督後期聖徒教會（即摩爾門教）的信徒；2016年19歲時，被教會分派到台灣傳教，在教會擔任18個月的全職傳教士，並在台灣傳教時期自主學習中文。經常說自己非常熱愛台灣。
莫彩曦曾在中國大陸實習工作，2019年6月因一支比較台灣跟美國的7-11服務和文化差別的YouTube影片，而在台灣爆紅。
2021年2月16日，內政部移民署表示莫成功申請台灣就業金卡，可長住台灣。
2023年4月25日（拍攝日），莫彩曦公佈驗孕結果，且宣佈自己懷孕，造人計劃期間沒有離開台灣。同年11月底長子出生。
2024年坦承長子出生後患有產後憂鬱，而李曉龍也多年受恐慌發作影響。

## 獎項
| 年份   | 日期    | 頒獎典禮                    | 獎項                              | 入圍者 | 結果 |
| ------ | ------- | --------------------------- | --------------------------------- | ------ | ---- |
| 2020年 | 12月3日 | 台灣2020 YouTube 熱門創作者 | 台灣2020 YouTube 熱門創作者 Top.5 | 莫彩曦 | 獲獎 |

## 外部連結
- Hailey莫彩曦的Facebook專頁
- YouTube上的莫彩曦頻道
- Hailey莫彩曦的Instagram帳戶